# Obchodní model

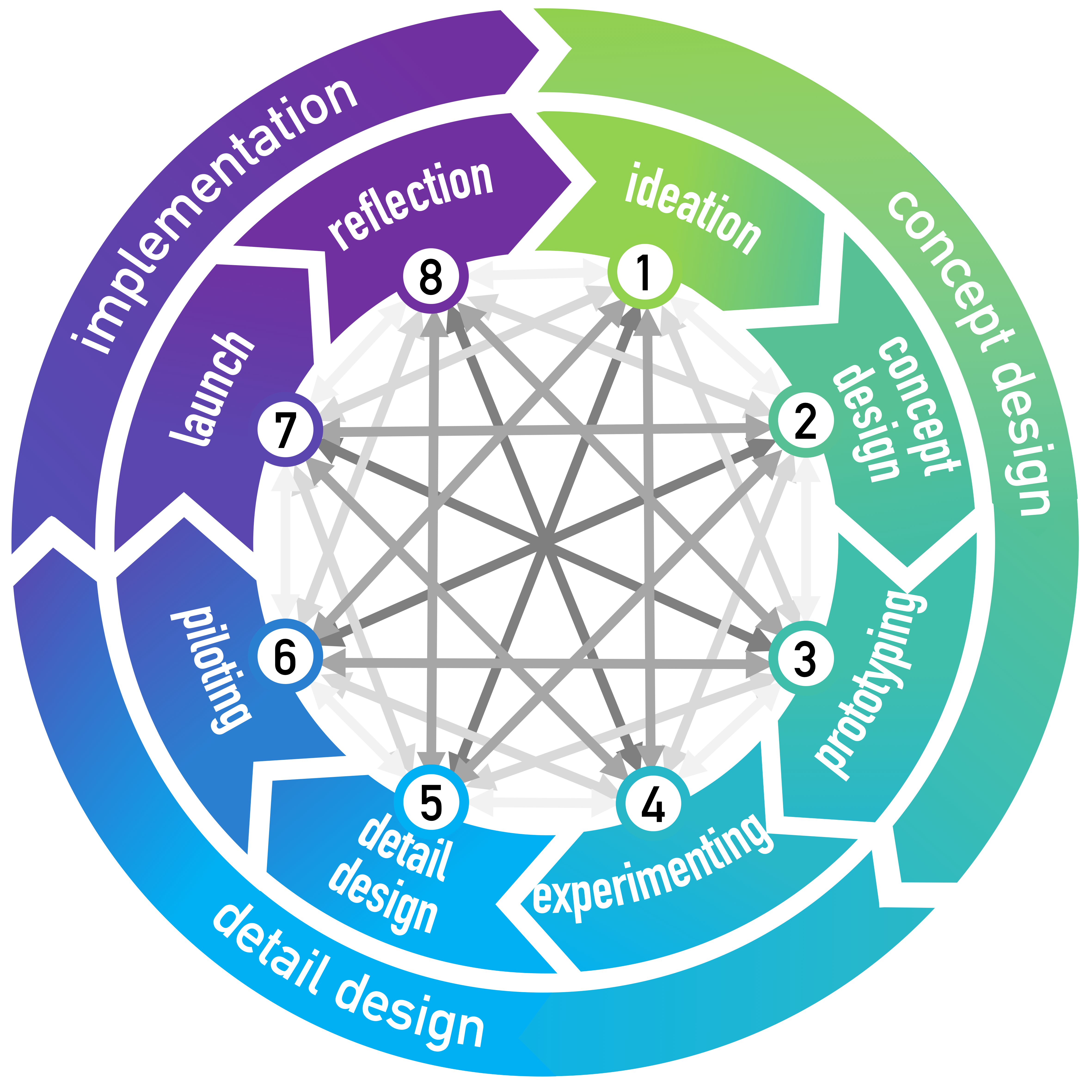
Inovace obchodního modelu je iterativní a potenciálně cyklický proces

Obchodní model představuje základní princip, jak firma vytváří, předává a získává hodnotu. Termín obchodní model se používá pro širokou škálu neformálních i formálních popisů, které představují základní aspekty organizace nebo podnikání, včetně účelu, obchodního procesu, cílových zákazníků, nabídek, strategií, infrastruktury, organizačních struktur, zdrojů, obchodních či soutěžních praktik, firemních procesů a zásad včetně firemní kultury (stylu). Proces výstavby a modifikace obchodního modelu je součástí obchodní strategie.
Obchodní model lze popsat pomocí stavebních prvků, které ukazují logiku toho, jak firma chce vydělat peníze. Tyto prvky pokrývají čtyři hlavní oblasti firmy: zákazníky, nabídku, infrastrukturu a finanční životaschopnost.

## Lean Canvas
Jedním z obchodních modelů je Lean Canvas. Slouží k otestování funkčnosti podnikatelských plánů.
Jedná se o variantu podnikatelského plánu, kterou vytvořil z Business Model Canvasu Ash Maurya v roce 2010. Zaměřuje se zejména na problémy spojené s realizací nových projektů, využívá se tedy např. ve startupech, při tvorbě aplikací, software apod.
Základem Lean canvasu je šablona, která pomáhá rozložit nápad či podnikatelský plán na jeho nejdůležitější body do základních oblastí. Na rozdíl od klasického podnikatelského plánu je Lean Canvas stručnější.
Jeho podstatou je 9 oblastí:
- Zákazníci
- Problém – hlavní problém nebo problémy, které produkt/ služba má řešit,
- Řešení – co přesně z jeho produktu či služby definovaný problém řeší,
- Jedinečnost řešení – unikátní benefit produktu,
- Zdroje příjmů – kalkulace ceny
- Distribuční kanály
- Jak měřit úspěch – parametry měřící úspěch, cíle
- Struktura nákladů – počáteční náklady, fixní, variabilní náklady
- Výhoda – konkurenční výhoda, např. expertní znalosti, interní informace, stávající zákazníci apod

## Business Model Canvas
Business Model Canvas je nástroj vytvořený Alexem Osterwalderem, který slouží k vizualizaci a návrhu obchodních modelů. Pomáhá podnikatelům a firmám strukturovaně přemýšlet o svém podnikání tím, že rozkládá jejich podnikatelský plán do devíti klíčových oblastí:
1. Segmenty zákazníků – Identifikace cílových skupin zákazníků.
2. Hodnotová nabídka – Popis, jaký unikátní hodnotový návrh přinášíte zákazníkům.
3. Distribuční kanály – Cesty, kterými dosáhnete k vašim zákazníkům.
4. Vztahy se zákazníky – Jakým způsobem budete udržovat a rozvíjet vztahy se zákazníky.
5. Zdroje příjmů – Jakým způsobem bude vaše podnikání generovat příjmy.
6. Klíčové zdroje – Co je nezbytné pro fungování vašeho obchodního modelu (finanční, fyzické, intelektuální, lidské zdroje).
7. Klíčové aktivity – Hlavní činnosti, které musíte vykonávat pro úspěch vašeho obchodního modelu.
8. Klíčoví partneři – Externí subjekty, které vám pomohou provozovat váš model (dodavatelé, partneři).
9. Struktura nákladů – Náklady spojené s provozováním obchodního modelu.[7]

### Rozdíl mezi Business Model Canvas (BMC) a Lean Canvas
Business Model Canvas (BMC) je univerzální nástroj určený k návrhu a analýze obchodních modelů pro jakýkoliv typ podnikání. Používá se zejména ve fázi plánování a strategického řízení, kdy je třeba mít komplexní přehled o všech klíčových aspektech podnikání.
Lean Canvas je upravená verze BMC vytvořená Ashem Mauryou v roce 2010, která se zaměřuje na startupy a nové projekty. Hlavní rozdíl spočívá v tom, že Lean Canvas je stručnější a orientovaný na rychlé testování a ověření podnikatelských nápadů. Lean Canvas nahrazuje některé části BMC (například Klíčové partnery a Klíčové aktivity) oblastmi, které jsou pro začínající podniky kritičtější, jako jsou Problém, Řešení, Klíčové metriky a Nefér výhoda.